# Новошино (Тверская область)
Новошино́ — деревня в Конаковском районе Тверской области. Входит в состав Вахонинского сельского поселения.

## География
Находится в юго-восточной части Тверской области на расстоянии приблизительно 5 км на юг-юго-запад по прямой от районного центра города Конаково на берегах речки Сучок.

## История
Известна с 1624 года, когда здесь было отмечено 4 двора. В 1859 году здесь (деревня Клинского уезда Московской губернии) было учтено 36 дворов.

## Население
Численность населения: 211 человек (1859 год), 113 (русские 91 %) в 2002 году, 75 в 2010.